# Skrajna Żółta Szczerbina
Skrajna Żółta Szczerbina (słow. Predná žltá štrbina, niem. Vordere Gelbe Scharte, Vordere Gelbseescharte, węg. Elülső-Sárgatavi-rés) – ostro wcięta przełęcz w słowackiej części Tatr Wysokich, położona w górnym fragmencie Koziej Grani – południowo-wschodniej grani Jagnięcego Szczytu. Oddziela Zadnią Żółtą Kopkę na północnym zachodzie od Skrajnej Żółtej Kopki na południowym wschodzie.
Stoki północno-wschodnie opadają z przełęczy do Doliny Białych Stawów, południowo-zachodnie – do Doliny Jagnięcej.
Na Skrajną Żółtą Szczerbinę, podobnie jak na inne obiekty w Koziej Grani, nie prowadzą żadne znakowane szlaki turystyczne. Najdogodniejsza droga dla taterników wiedzie na siodło mniej więcej granią od południowego wschodu z Zadniej Koziej Szczerbiny.
Pierwsze wejścia:
- letnie – Imre Barcza i Tihamér Szaffka, 10 lipca 1910 r., przy przejściu granią,
- zimowe – László Jurán, V. Jurán i Ernő Piovarcsy, 24 marca 1929 r., przy przejściu granią[1].